# North Berwick (Maine)
Pour les articles homonymes, voir North Berwick.
North Berwick est une ville américaine située dans le Comté de York, dans le Maine. Selon le recensement de 2020, sa population est de 4 978 habitants.